# Western Fuels Association
La Western Fuels Association est un consortium de fournisseurs de charbon et de services publics alimentés au charbon, basé à Westminster, dans le Colorado. La Western Fuels Association fournit des services d'approvisionnement en charbon et de transport aux services publics d’électricité appartenant aux consommateurs dans les régions de Grandes Plaines, Montagnes Rocheuses et au Sud-Ouest des États-Unis. 

## Opérations minières
En 2011, la Western Fuels Association a fourni environ 19,4 millions de tonnes de charbon à ses membres par le biais de ses trois exploitations minières : la Mine de Dry Fork située à Gillette dans le Wyoming, la mine Colowyo dans le nord-ouest du Colorado et la mine New Horizons située à Nucla dans le Colorado,.

## Lobbying
La Western Fuels Association a recours à des actions de lobbying pour représenter les intérêts de l’industrie, notamment en tant que membre de la Western Coal Traffic League, de la National Coal Transportation Association, de CURE et de la National Mining Association. En mai 1994, Richard Lindzen, Patrick Michaels et Robert Balling ont servi de témoins experts au nom de la Western Fuels Association à St. Paul (Minnesota) afin de déterminer le coût environnemental de la combustion du charbon par les centrales électriques de l'État. 
Balling a été mentionné en tant que scientifique financé par l’industrie des combustibles fossiles dans le livre de 1997 de Ross Gelbspan, The Heat is On. Cela a amené le Minnesota Star Tribune à publier un éditorial sur une "campagne de désinformation" menée par certains climatologues. Balling et son collègue Patrick Michaels ont porté plainte contre le Star Tribune auprès du Minnesota News Council. Par 9 voix contre 4, le conseil a voté pour la validé de la plainte indiquant que l'éditorial de Star Tribune diffamait la réputation scientifique de Patrick Michaels et de Robert Balling. Lors de l'audience de 1998, Balling a reconnu qu'il avait reçu 408 000 dollars au titre de fonds de recherche de la part du secteur des combustibles fossiles au cours des dix dernières années (dont l'Université prend 50% des frais généraux). 
Entre décembre 1998 et septembre 2001, Balling a été nommé "conseiller scientifique" de la Greening Earth Society, un groupe financé et contrôlé par la Western Fuels Association (WFA), une association de services publics utilisant le charbon en entreprise. Selon une version archivée de son site Web, WFA a fondé le groupe en 1997 « en tant que moyen de plaider en faveur du changement climatique, de l'impact environnemental positif du CO2 et de l'utilisation des combustibles fossiles ».

## Controverses

Graphique des anomalies des températures globales moyennes de surface par rapport à la moyenne 1951-1980.

La Western Fuels Association a joué un rôle controversé dans le débat sur le réchauffement climatique. Leur rapport annuel de 2005 ne mentionne que «l'incertitude environnementale et réglementaire». Ils ont mis en place des groupes tels que la Greening Earth Society qui font la promotion de diverses formes de déni du changement climatique d'origine anthropique, et ont financé des campagnes climato-sceptiques orchestrées par Patrick Michaels, Craig D. Idso et Sherwood Idso. Les groupes créés par des lobbies industriels tels que la Western Fuels Association ont été critiqués en tant qu'organisations Astroturf. 

### Greening Earth Society et le rapport sur le climat mondial de Patrick Michaels
La Greening Earth Society, aujourd'hui disparue, était une organisation de relations publiques qui avait défendu l'idée qu'il existait un doute scientifique considérable sur les effets du changement climatique et de l'augmentation des niveaux de dioxyde de carbone. La Société a publié le World Climate Report, un bulletin d’information édité par Patrick Michaels du Cato Institute.   
C'était officiellement une organisation à but non lucratif créée par la Western Fuels Association avec laquelle elle partageait un bureau, et de nombreux membres du personnel,. Fred Palmer, employé de la société, a été reconnu comme étant un lobbyiste enregistré pour Peabody Energy, une compagnie de charbon. 
Même si la Greening Earth Society était généralement sceptique quant à l'impact du changement climatique, elle a reconnu qu'un certain degré de réchauffement planétaire était réel: « Fait n°1. Au cours des dernières décennies, le réchauffement planétaire a été d'environ 0,18 °C par décennie ».